# Michael Bommes
Michael Bommes (* 18. Oktober 1954 in Düsseldorf; † 26. Dezember 2010 in Osnabrück) war Professor für Soziologie/Methodologie interkultureller und interdisziplinärer Migrationsforschung.

## Leben und Werk
Michael Bommes studierte Soziologie, Philosophie und Sprachwissenschaft. Er war von 1984 bis 1987 Stipendiat der Friedrich-Ebert-Stiftung und promovierte 1990 an der Universität Osnabrück.
Von 1989 bis 1991 arbeitete Michael Bommes als wissenschaftlicher Mitarbeiter an der Universität Bielefeld, 1991 bis 1992 ebenfalls als wissenschaftlicher Mitarbeiter an der Technischen Universität Karlsruhe.
Er war 1997/98 Jean Monnet-Fellow am Europäischen Hochschulinstitut Florenz/Italien.
Im Wintersemester (WS) 1998/99 habilitierte er im Fach Soziologie. Vom WS 2000/2001 bis WS 2002/2003 wurde er als Professor für Soziologie an die PH Freiburg berufen.
Im WS 2002/2003 wurde er Prorektor für Forschung und Auslandsangelegenheiten an der PH Freiburg.
Michael Bommes forschte und lehrte seit 2003 als Professor für Soziologie und interdisziplinäre Migrationsforschung an der Universität Osnabrück. In den Jahren von 2006 bis 2009 war er der Dekan des Fachbereiches Sozialwissenschaften. Die Aufgabe des Direktors des Instituts für Migrationsforschung und Interkulturelle Studien (IMIS) nahm er von 2005 bis 2009 wahr.
Neben seiner Tätigkeit als Forscher und Lehrer war Michael Bommes Vorstandsmitglied der Sektion Migration und ethnische Minderheiten der Deutschen Gesellschaft für Soziologie, Vorsitzender des bundesweiten Rates für Migration (RfM), Mitglied des Sachverständigenrates deutscher Stiftungen für Integration und Migration (SVR), Associate Fellow der ‚Migration Research Group‘ (MRG) des Hamburger Welt-Wirtschafts-Institutes (HWWI) und Mitglied des Leitungsgremiums des ‚Network of Excellence‘ im International Migration, Integration and Social Cohesion (IMISCOE). Weiter wirkte er mit seiner Expertise als Berater im öffentlichen Raum.
Michael Bommes war Autor und Herausgeber von zahlreichen Büchern und Beiträgen zu den Themenbereichen und Problemfeldern
- Migration – Nationalstaat – Wohlfahrtsstaat
- Folgen der Migration in Kommunen
- Inklusionschancen ausländischer Jugendlicher in Erziehung und Ausbildung
- methodologische Probleme der Migrationsforschung